# Eltang Kirke
Eltang Kirke er en kirke i Eltang Kirkeby umiddelbart syd for Sønderjyske Motorvej nordøst for Kolding og 2 km nordvest for landsbyen Eltang.

## Om kirken
Eltang Kirke er bygget i kampesten omkring år 1100, og oprindeligt bestod kirken af et kor og skib. Kirken er blevet udvidet med våbenhus mod syd og fra sidste del af middelalderen tårn mod vest.
Efter tvungen kirkegang blev indført i 1600-tallet blev kirken for lille, derfor kom der i år 1686 et pulpitur, indrettet med flere siddepladser. Der var adgang til pulpituret fra våbenhuset og udvendigt fra det nordøstlige hjørne af kirkens skib. Efter indvielsen i 1889 af Nørre Bjert Kirke, var der ikke mere brug for pulpituret, det blev derfor taget ned i år 1900.
Eltang Kirke var indtil 1889 også sognekirke for Nørre Bjert og Strandhuse.
Kirkens klokke stammer fra 1588. Den blev støbt i Lübeck af klokkestøber Mathias Bennich. På klokken står der på latin: "Hvis Gud er for os, hvem kan da være imod os".
I 2003 fik kirken et nyt orgel, udført af P.G. Andersen & Bruhn.

## Galleri
- Indgang til Eltang kirke
- Eltang kirke våbenhus
- Udvendigt dør til pulpitur
- Tilmuret såkaldt kvindedør
- Eltang Kirke set fra nord
- Eltang kirkekor og skib set fra nord
- Eltang Kirketårn set fra nord-vest
- Eltang Kirketårn set fra vest-syd
- Pastor emeritus Andreas Rosensvolds gravsten - "født 1763 i Nokiøbing paa Falster, død i Nørre Biert d. 19 Ap 1846"